# Calendari bengalí
El calendari bengalí també anomenat calendari de Bangla (বঙ্গাব্দ Bônggabdô o Banggabda), és el calendari solar, que s'utilitza a Bangladesh i alguns estats de l'est de l'Índia (Bengala Occidental, Assam, Tripura). Sol iniciar-se el dia 14 d'abril a Bangladesh i el 15 d'abril en l'Índia.
L'Any Nou al calendari bengalí és conegut com a Pohela Boishakh, i constitueix una gran festa nacional que aconsegueix unir una població de grans diferències religioses.

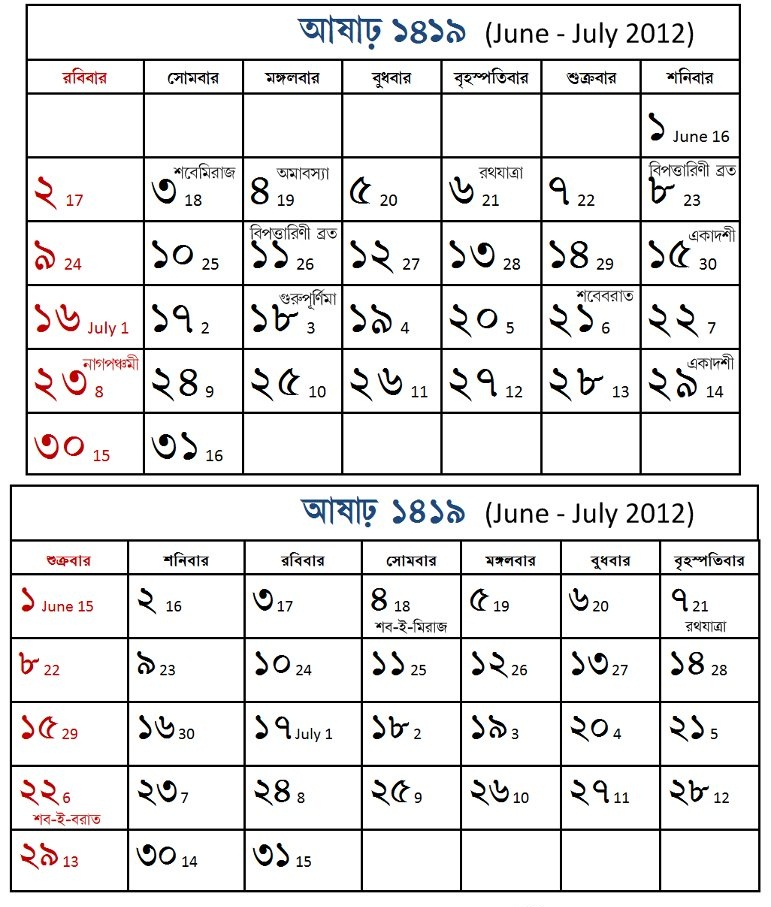
Mes bengalí d'Ashar, 1419 que mostra la diferència entre els calendaris tradicionals siderals i els moderns calendaris tropicals bengalís.

L'any 1987 es va realitzar una revisió del calendari bengalí que es va adoptar com el calendari oficial en Banglades.

## Història
L'emperador Mughal Akbar (pertanyent a la dinastia mogol, la qual va governar la major part del subcontinent indi durant tres segles (1526-1707)) va introduir l'any calendari bengalí i la celebració de Pohela Boishakh, com a inici de l'Any Nou bengalí, que ara es considera com una part integral del patrimoni cultural els bengalís. El punt de partida de l'era bengalí s'estima al 594 del calendari gregorià, durant el regnat del Rei Shoshangko de l'antiga Bengala, considerant-se aquest any l'inici de l'era bengalí.

## Organització

### Estacions
El calendari bengalí consisteix en 6 estacions (estiu, estació plujosa / monsó, tardor, estació seca, hivern i primavera), cada estació que consta de dos mesos, començant el Boishakh, el primer dia del qual és la festa de Pohela Boishakh.

### Mesos
| Nom del mes (Bengalí) | Romanización del bengalí | Dies (Índia) | Dies (Bangladesh, després del 1987) | Estació tradicional en Bengala    | Nom del mes (Calendari gregorià) | Nom del mes (Bengalí) Romanització del bengalí     | Nom del mes (Sanscrit, Hindu Vikrami lunar) |
| --------------------- | ------------------------ | ------------ | ----------------------------------- | --------------------------------- | -------------------------------- | -------------------------------------------------- | ------------------------------------------- |
| বৈশাখ                   | Bôishakh                 | 30.950       | 31                                  | গ্রীষ্ম (Grishshô) estiu             | abril-maig                       | বিশাখা Bishakha                                       | Vaisākha                                    |
| জ্যৈষ্ঠ                  | Jyôishţhô                | 31.429       | 31                                  | গ্রীষ্ম (Grishshô) estiu             | maig-juny                        | জ্যেষ্ঠা Jyeshţha                                      | Jyeshta                                     |
| আষাঢ়                   | Ashaŗh                   | 31.638       | 31                                  | বর্ষা (Bôrsha) Estació humida/Monsó | juny-juliol                      | উত্তরাষাঢ়া Uttôrashaŗha                                | Āshāda                                      |
| শ্রাবণ                  | Shrabôn                  | 31.463       | 31                                  | বর্ষা (Bôrsha) Estació humida/Monsó | juliol-agosto                    | শ্রবণা Shrôbôna                                      | Shraavana                                   |
| ভাদ্র                   | Bhadrô                   | 31.012       | 31                                  | শরৎ (Shôrôt) tardor               | agosto-setembre                  | পূর্বভাদ্রপদ Purbôbhadrôpôd                            | Bhādra                                      |
| আশ্বিন                  | Ashshin                  | 30.428       | 30                                  | শরৎ (Shôrôt) tardor               | setembre-octubre                 | অশ্বিনী Oshshini                                      | Ashwina                                     |
| কার্তিক                  | Kartik                   | 29.879       | 30                                  | হেমন্ত (Hemonto) Estació seca       | octubre-novembre                 | কৃত্তিকা Krittika                                      | Kartika                                     |
| অগ্রহায়ণ                | Ôgrôhayôn                | 29.475       | 30                                  | হেমন্ত (Hemonto) Estació seca       | novembre-desembre                | মৃগশিরা (a.k.a. অগ্রহায়ণী) Mrigoshira(a.k.a. Ogrohayoni) | Agrahayana                                  |
| পৌষ                    | Poush                    | 29.310       | 30                                  | শীত (Shīt) hivern                  | desembre-gener                   | পুষ্যা Pushya                                         | Pausha                                      |
| মাঘ                    | Magh                     | 29.457       | 30                                  | শীত (Shīt) hivern                  | gener-febrer                     | মঘা Môgha                                           | Māgha                                       |
| ফাল্গুন                  | Falgun                   | 29.841       | 30 / 31                             | বসন্ত (Bôsôntô) Primavera          | febrer-març                      | উত্তরফাল্গুনী Uttorfalguni                              | Phālguna                                    |
| চৈত্র                   | Chôitrô                  | 30.377       | 30                                  | বসন্ত (Bôsôntô) Primavera          | març-abril                       | চিত্রা Chitra                                         | Chaitra                                     |

### Dies
El calendari bengalí utilitza la setmana de set dies com a molts altres calendaris. El dia comença i acaba a l'alba al calendari bengalí, a diferència del calendari gregorià, on el dia comença a mitjanit.
Segons alguns estudiosos, al calendari originalment introduït per Akbar l'any 1584 [AD], comptava amb un nom diferent per a cada dia del mes, la qual cosa suposava una gran complexitat per al seu ús, per això, el seu net Shah Jahan va canviar aquest sistema per un altre consistent en una setmana de 7 dies a l'estil del calendari occidental.
1. Rabi per al Sol (diumenge)
2. Som per a la Lluna (dilluns)
3. Mangal per Mart (dimarts)
4. Budh per a Mercuri (dimecres)
5. Brihaspati per a Júpiter (dijous)
6. Shukra per Venus (divendres)
7. Shani per Saturn (dissabte).